# Walla Walla
Walla Walla (Wallawalla, Walula).- /Ime Walla Walla prevodi se kao 'Little river', "many water" ili "small rapid stream."/ Pleme Shahaptian Indijanaca s donjeg toke rijeke Walawalla i duž Columbije i Snake, u Washingtonu i Oregonu. Prvi ih susreću Lewis i Clark 1805. i procjenjuju im broj na 1,600. Nekih 40 godina kasnije pokrstili su ih jezuiti. Ugovorom iz 1855. smješteni su na rezervat Umatilla u Oregonu, gdje su se održali do danas, ali se miješaju s plemenima Nez Percé and Cayuse.
Walla Walla su imali kulturu Platoa, korijenje, bobice i losos bijahu im glavna hrana. Danas Walla Walla na Umatilla rezervatu žive od farmerstva i stočarstva.
Swanton je (1928) procijenio da ih je 1600. bilo oko 1,500. Prema popisu iz 1910. ima ih 397,  1923.: 628; i 1937.: 631. U drugoj polovici 20 stoljeća bilo ih je manje od 500.

## Vanjske poveznice
- Walla Walla Indians (Walula)  Arhivirana inačica izvorne stranice od 27. svibnja 2006. (Wayback Machine)
- Walla Walla Indians  Arhivirana inačica izvorne stranice od 26. siječnja 2017. (Wayback Machine)
- Walla-Walla Indians
- Information on the Yakima and Walla Walla Indians
- Foto galerija